# Chorągwica
Chorągwica – wieś w Polsce, położona w województwie małopolskim, w powiecie wielickim, w gminie Wieliczka.
W latach 1975–1998 miejscowość administracyjnie należała do województwa krakowskiego.
| SIMC    | Nazwa       | Rodzaj    |
| ------- | ----------- | --------- |
| 0340262 | Kopalina    | część wsi |
| 0340279 | Krzewiny    | część wsi |
| 0340285 | Na Brzegu   | część wsi |
| 0340291 | Na Gaiskach | część wsi |
| 0340300 | Przedewsie  | część wsi |
| 0340316 | Przy Lesie  | część wsi |
| 0340322 | W Łąkach    | część wsi |
| 0340339 | Za Górą     | część wsi |

## Położenie
Miejscowość położona jest na jednym z najwyższych wzniesień Pogórza Wielickiego. Najwyższe rejony miejscowości sięgają co najmniej 431,3 m n.p.m., a wysokość względna w stosunku do najniższych rejonów pobliskiej Wieliczki wynosi około 200 metrów.
W Chorągwicy znajduje się najwyższy punkt powiatu wielickiego, jednakże popularny i bardzo często stosowany w praktyce program komputerowy Google Earth konsekwentnie wskazuje jako najwyższy punkt regionu pobliski Mietniów z wysokością 429 m n.p.m. (południowo-wschodnia część obiektu RTCN Kraków Chorągwica), przypisując Chorągwicy nieco niższe położenie.
W związku z tym, że wzgórze nie jest zalesione, we wsi znajdują się atrakcyjne punkty widokowe. Z okolic kościoła rozciąga się rozległy widok na Wieliczkę, Kraków, Puszczę Niepołomicką i dalsze rejony. Z południowych stoków wzgórza, na którym znajduje się miejscowość rozciągają się widoki na Pogórze Wielickie, Beskidy, Jezioro Dobczyckie; przy dobrej widoczności można zobaczyć także Tatry.
Powszechnie ze wsią kojarzone jest Radiowo Telewizyjne Centrum Nadawcze Kraków / Chorągwica.
We wsi swoją bazę ma ochotnicza straż pożarna (OSP Chorągwica).

## Sport
We wsi działa klub piłkarski Sokół Chorągwica.

## Galeria zdjęć

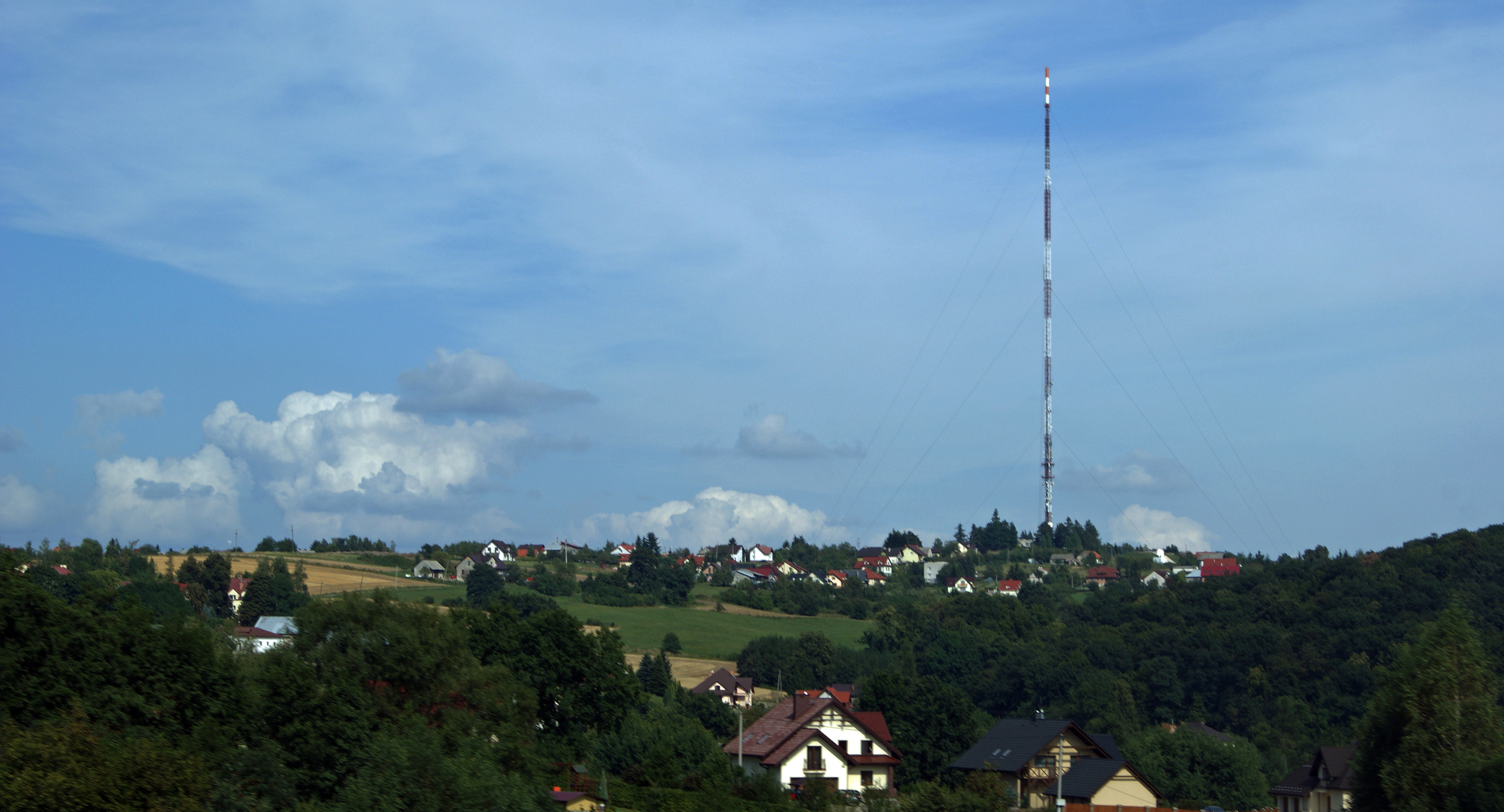
Chorągwica w Mietniowie
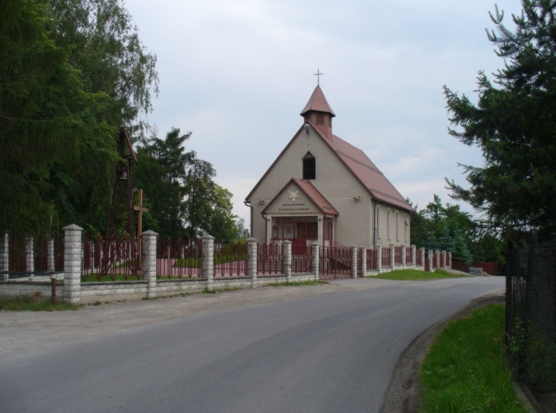
Kościół pw. św. Floriana w Chorągwicy
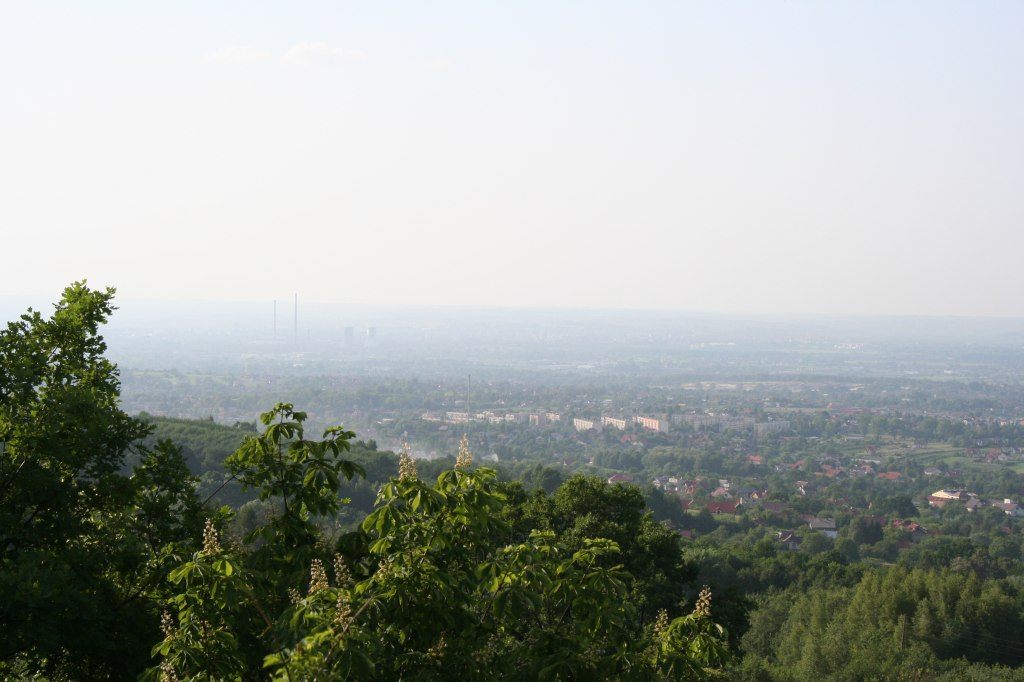
Widok z Chorągwicy na Wieliczkę i Kraków